# Stazione di Brive-la-Gaillarde
La stazione di Brive-la-Gaillarde (in francese Gare de Brive-la-Gaillarde) è la principale stazione ferroviaria della cittadina francese di Brive-la-Gaillarde, nel dipartimento della Corrèze.

## Storia
La stazione fu messa in servizio il 17 settembre 1860 dalla Compagnie du chemin de fer de Paris à Orléans (PO).

## Movimenti
La stazione è servita dai treni Intercités e dai regionali TER Auvergne-Rhône-Alpes, TER Nouvelle-Aquitaine e TER Occitanie.